# Canon F-73P

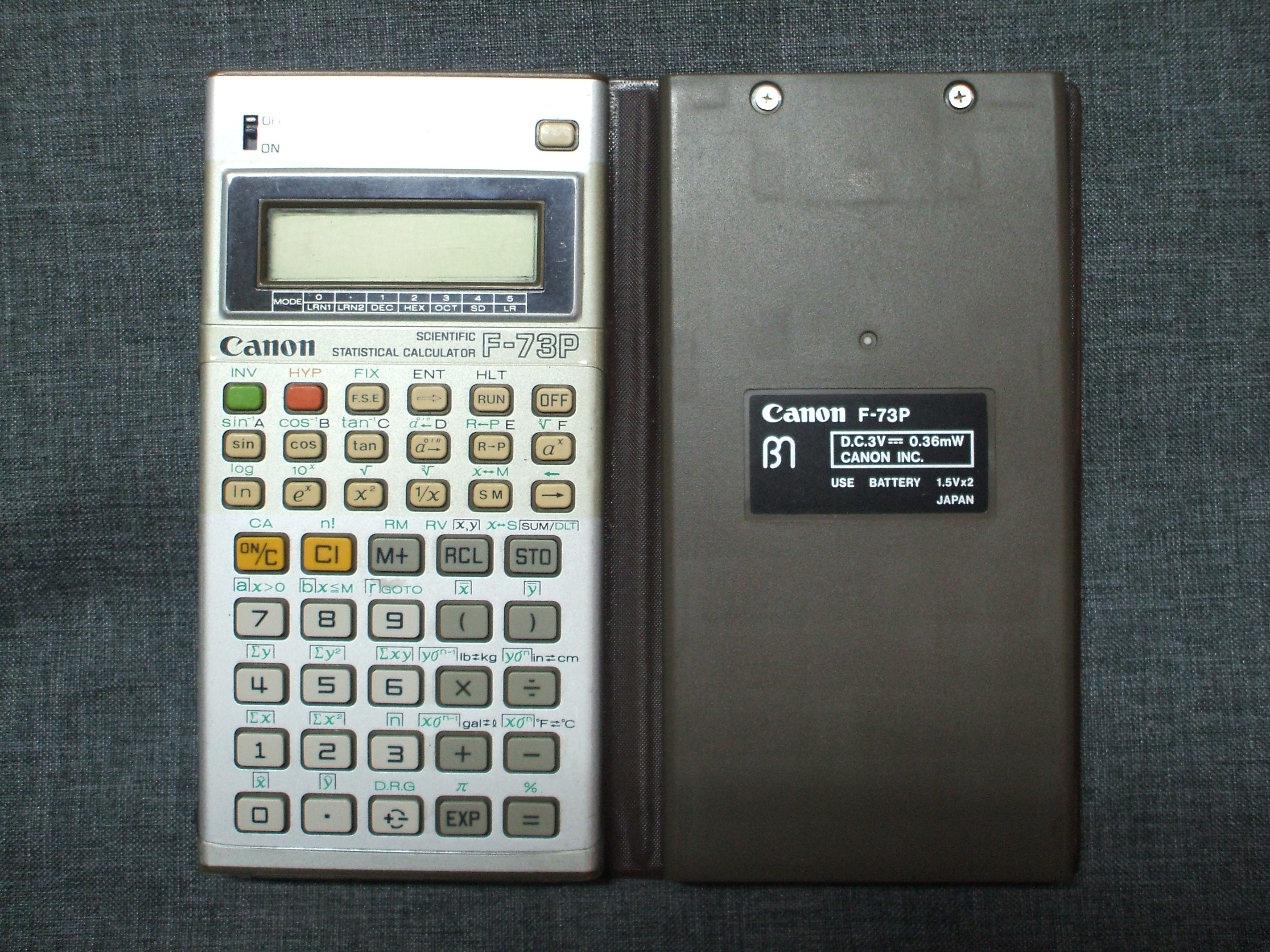
Canon F-73P

Canon F-73P又はCanon SCIENTIFIC STATISTICAL CALCULATOR F-73Pは、Canonが1981年から1985年にかけて販売していたプログラム電卓である。

## 概要
- 精度： 10桁
- 数学機能[2]： 三角関数、逆三角関数、対数関数、指数関数、双曲線関数、逆双曲線関数、統計機能、など
- 括弧機能： 6レベル
- 数値メモリ機能[3]： 7本 (不揮発性[4])。ストア、リコール、メモリ交換などの機能[5]
- プログラム機能[3][6]： 最大45ステップ(不揮発性[4])。プログラム登録数最大2本。無条件分岐(GOTO)及び条件分岐(x＞0、x≦M)機能
- 表示装置： 7セグメント液晶(11桁)
- 入力装置： 44キー(1段シフト)
- 制御演算装置： 東芝 T6711[7]
- 電源： LR44ボタン電池2個

## 特徴
F-73Pの大きな特徴として、分岐命令の分岐先の指定が相対指定であるということがある（相対分岐 relative branch 又は 相対ジャンプ relative jump）。
分岐命令を基準として後方に1から9ステップ戻ることと、分岐命令の次のステップを基準として前方に1から9ステップ進むことが可能である。
分岐先を指定する値としてゼロを使用すると、プログラム先頭へ分岐する絶対分岐として機能する。これら以外の分岐（ラベル分岐等）は使用できない。